# Fonts baptismaux de Trémeur

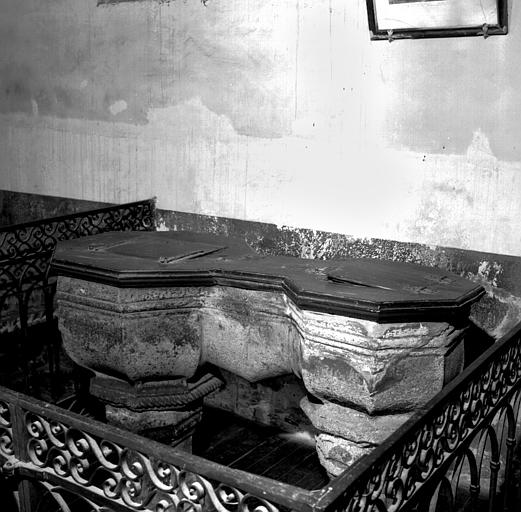
Fonts baptismaux de Trémeur

Les fonts baptismaux de l'église Saint-Pierre à Trémeur, une commune du département des Côtes-d'Armor dans la région Bretagne en France, datent du XVe siècle. Les fonts baptismaux en granite sont classés monuments historiques au titre d'objet depuis le 15 janvier 1970.
Fonts baptismaux à deux bassins à pans coupés ornés d'une moulure. La plus grande de deux cuves contient l'eau du baptême, l'autre sert aux saintes huiles.